# 一庫ダム
一庫ダム（ひとくらダム）は、兵庫県川西市、一級河川・淀川水系一庫大路次（ひとくらおおろじ）川に建設されたダム。
独立行政法人水資源機構が管理する、高さ75メートルの重力式コンクリートダム。一庫大路次川および合流先の猪名川・神崎川沿岸の治水、川西市を始め尼崎市など猪名川沿岸各自治体への上水道供給を目的とした多目的ダムである。ダムによって形成された人造湖は知明湖（ちみょうこ）と命名され、所在自治体である川西市の推薦を受けて財団法人ダム水源地環境整備センターよりダム湖百選に選定された、川西市民の憩いの場である。

## 沿革
猪名川は流域に尼崎市・豊中市・川西市・池田市・伊丹市を抱え、かつ阪神工業地帯の中央部を貫流している事から古くより治水の重点地域であった。1938年（昭和13年）に物部長穂による「河水統制計画」提唱は内務省の容れる所となり、全国7河川1湖沼において河水統制事業が展開されて行く。猪名川においても同年に神戸水害による甚大な被害を受けた事から、治水の重要性はかねてからの懸案事項であったこともあり、1941年（昭和16年）には「猪名川河水統制事業」が立ち上がりその根幹施設として「猪名川ダム計画」が猪名川本川に持ち上がった。ところが太平洋戦争の激化に伴い事業は中止を余儀なくされ、戦後もダム計画は結局立ち消えとなった。
1953年（昭和28年）淀川水系に未曾有の被害をもたらした台風13号は猪名川でも記録的な洪水を招き、前記の流域都市に多大なる被害を与えた。更には川西市周辺の宅地開発は、関西圏の有力なベッドタウンでもある事から急速に進められ、その結果森林の伐採による流域の保水力低下が治水上の懸念材料となっており、早急な河川整備が求められた。その一方で阪神工業地帯の拡充は人口の増加と工場の集中を招き、この結果水需要は急速に逼迫の度合いを強めていった。こうした事から猪名川流域は従来の治水に加えて水資源の新規開発が新たなる懸案事項となり、河川総合開発の機運が高まったのである。
こうした観点もあり、既に治水計画として1954年（昭和29年）「淀川水系改修基本計画」が纏められ、続いて1962年（昭和37年）には「水資源開発促進法」の開発指定水系に淀川水系が指定された事から治水・利水を総合的に司る施策整備が整えられ、淀川水系は大規模な河川総合開発が手掛けられるようになった。この中で猪名川流域における洪水調節と関西圏への上水道の供給を目的に、水資源開発公団（現・独立行政法人水資源機構）が1968年（昭和43年）に計画したのが一庫ダムである。

## ダムの役割
一庫ダムは1968年の「淀川水系水資源開発基本計画」の改訂において水資源開発公団の正式な事業に加えられた。猪名川本川は宅地化の進行が著しくダム建設は極めて困難が予想された事から、左支川である一庫大路次川の下流・川西市一庫地先に計画された。ダムの型式は重力式コンクリートダム、高さは75.0m。総貯水容量33,300,000tの貯水池を有する。猪名川・神崎川の洪水調節、軍行橋地点における既得用水補給を図る不特定利水、川西市・池田市・豊中市・伊丹市・尼崎市・西宮市・宝塚市・猪名川町及び豊能町への上水道供給を目的とした多目的ダムである。
ダム建設に際しては住宅地ということもあり地価高騰が著しく、補償交渉は難航したが1974年（昭和49年）7月20日には水源地域対策特別措置法の第1回指定ダムに挙り、補償に関し手厚い対策を呈示した。この結果翌1975年（昭和50年）8月には補償基準も妥結した。その後ダム本体工事が開始されたが、山中ではなく住宅地に隣接したダム工事である事から騒音や水質汚濁といった環境対策に特段の措置を講じる必要があり、その意味では特異的な工事でもあった。計画発表より15年後の1983年（昭和58年）ダムは完成し以後流域の治水・利水に貢献しているが、一時期一庫大路次川の異臭問題があり、流水の減少による藻の繁殖によって起こっていることが判明し、これを解消するために河川の泥や藻等を清掃する「フラッシュ放流」が実施され、以後異臭問題は起こっていない。

## 知明湖

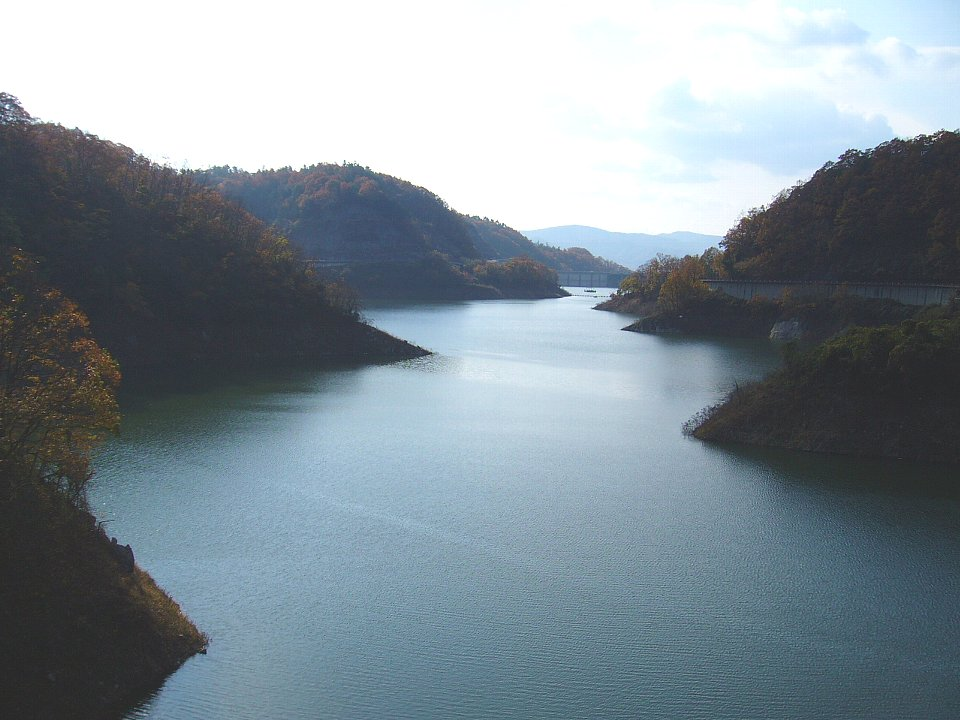
知明湖

ダムによってできた湖は「知明湖（ちみょうこ）（現地では、ちめいこ とも）」と呼ばれるが、これは付近にある知明山から由来する。因みに知明山は「奇妙山」が訛って呼ばれたと言われ、以前は銀・銅を産出する鉱山があった。2005年（平成17年）には財団法人・ダム水源地環境整備センターの選定する「ダム湖百選」に、川西市の推薦によって選定されている。
ダム及び知明湖付近は猪名川渓谷県立自然公園に指定され、近畿自然歩道のハイキングコースともなっている。また、周辺には兵庫県立一庫公園・国崎せせらぎ広場・知明湖キャンプ場等のアウトドアスポットが整備されている。国道173号（能勢街道）が湖の西側を通っていることもあり、交通のアクセスも良い。
釣り場
ニュータウンが近くにあり、交通の便もよいところからブラックバス・ヘラ釣り場の好スポットとしても古くから歴史がある。またランカークラスの良型がよく釣れることでも有名。岸釣りする場合、足場のよい場所が散在するため、初心者から楽しめる。有名バスプロもこの場所でプラクティスを重ねパターンフィッシングを習得している。バックウオーター（ダム湖に流れ込む河川の流入部分）では渓流釣りも楽しめる。
レジャー
毎年11月23日には「川西一庫ダム周遊マラソン大会」が湖岸で実施され、2,000人を超える参加者が健脚を競っている。秋の紅葉狩りでも観光客が多い。
参拝
この他付近には妙見山があり、『能勢の妙見さん』と呼ばれ身延山と並ぶ日蓮宗の霊場として参拝する人が多い。
住居
一方では都市型ダムでもあり、知明湖沿いには丸山台・美山台等の日生ニュータウンを始め、多くの新興住宅地が密集している。能勢電鉄が流域を通過しており大阪市・神戸市へのベッドタウンとして人口も多い。自然と日常生活が共存しているダムである。

## その後の神崎川・猪名川河川開発
一庫ダムは神崎川・猪名川筋で最初に完成したダムである。猪名川流域では安威川に大阪府が補助多目的ダムとして安威川ダム（中央土質遮水壁型ロックフィルダム・82.5m）が北摂豪雨を機に1976年（昭和51年）より計画が進められ、箕面の滝で有名な箕面川には治水専用ダムである箕面川ダム（中央土質遮水壁型ロックフィルダム・47.0m）が一庫ダムと同時期に完成している。また、余野川には1979年（昭和54年）より建設省（現・国土交通省近畿地方整備局）が特定多目的ダムである余野川ダム（重力式コンクリートダム・74.0m）の計画が進められていた。
だが安威川・余野川両ダムは1990年代の公共事業の見直しの洗礼を受け事業が事実上凍結した。安威川ダムは規模を若干縮小することで建設が続行されたが余野川ダムは2005年、「淀川水系流域委員会」の答申によって国土交通省が事業中止の判断を下した。ところが流域自治体や移転住民が事業中止に反発し事態は流動的な様相を見せており、猪名川流域の河川開発はこうした過渡期的な状況となっている。

## アクセス
自動車
阪神高速池田線木部ランプより、国道173号で約20分。なお、当ダムが所在する兵庫県道604号は土休の二輪車通行が終日禁止されている。
電車・バス
能勢電鉄山下駅より、阪急バスにておよそ10分。一庫ダム停留所下車、徒歩7分。